# Cintractiella lamii
Cintractiella lamii är en svampart som beskrevs av Boedijn 1937. Cintractiella lamii ingår i släktet Cintractiella och familjen Cintractiellaceae.   Inga underarter finns listade i Catalogue of Life.